# Karolina Sarniewicz
Karolina Sarniewicz (ur. 18 lipca 1991 w Warszawie) – polska dziennikarka, publicystka, pisarka.

## Życiorys
Od 2020 r. dziennikarka Gazety Wyborczej. W latach 2016–2020 związana m.in. z Polską Agencją Prasową. Polską The Times i Wirtualną Polską oraz portalami Hello Zdrowie i Aleteia Polska. Jest autorką książki Zróbmy Raban! Niezbędnik na Światowe Dni Młodzieży.
Jest absolwentką filologii włoskiej na Uniwersytecie Humanistycznospołecznym SWPS w Warszawie. Od 2020 r. prowadzi własną szkołę języka włoskiego i wydawnictwo językowe Italiadoro, jest także autorką i prowadzącą podcast „Włoski beztroski” w serwisie YouTube.
Publicznie opowiada się jako obrończyni zwierząt i w tym celu często pojawia się w mediach. Wzięła udział w kampanii organizacji Otwarte Klatki „Nie maluję trójek” na rzecz kur z chowu klatkowego. Otwarcie przyznaje się też do swojej wiary chrześcijańskiej.